# Meeting Herculis
Herculis je atletický mítink, který se koná každoročně v Monaku. Do roku 2002 byly tyto závody součástí Zlaté ligy, od sezóny 2010 se nacházejí v kalendáři Diamantové ligy.

## Rekordy mítinku

### Muži
| Disciplína                   | Výkon              | Atlet                                                      | Rok rekordu |
| ---------------------------- | ------------------ | ---------------------------------------------------------- | ----------- |
| Běh na 100 metrů             | 9,78 (-0,3 m / s)  | Justin Gatlin                                              | 2015        |
| Běh na 200 metrů             | 19,46 (+0,8 m/s)   | Noah Lyles                                                 | 2022        |
| Běh na 400 metrů             | 43,73              | Wayde van Niekerk                                          | 2017        |
| Běh na 800 metrů             | 1:41,44            | Emmanuel Wanyonyi                                          | 2025        |
| Běh na 1000 metrů            | 2:13,88            | Jake Wightman                                              | 2022        |
| Běh na 1500 metrů            | 3:26,69 Rekord DL  | Asbel Kipruto Kiprop                                       | 2015        |
| Běh na 1 míli                | 3:56,75            | John Ngugi                                                 | 1990        |
| Běh na 2000 metrů            | 5:00,97            | Mohamed Choumassi                                          | 1994        |
| Běh na 3000 metrů            | 7:25,02            | Ali Saidi-Sief                                             | 2000        |
| Běh na 5000 metrů            | 12:35,36 Rekord DL | Joshua Cheptegei                                           | 2020        |
| Běh na 110 metrů překážek    | 12,93 (0.0 m/s)    | Aries Merritt                                              | 2012        |
| Běh na 400 metrů překážek    | 46,51              | Karsten Warholm                                            | 2023        |
| Běh na 3000 metrů překážek   | 7:53,64            | Brimin Kipruto                                             | 2011        |
| Skok do výšky                | 240 cm             | Bohdan Bondarenko                                          | 2014        |
| Skok o tyči                  | 605 cm             | Armand Duplantis                                           | 2025        |
| Skok daleký                  | 858 cm (−0.8 m/s)  | Iván Pedroso                                               | 1995        |
| Trojskok                     | 17,82 m            | Christian Taylor                                           | 2019        |
| Vrh koulí                    | 22,56 m            | Joe Kovacs                                                 | 2015        |
| Hod diskem                   | 69,08 m            | Lars Riedel                                                | 1995        |
| Hod oštěpem                  | 90,20 m            | Raymond Hecht                                              | 1996        |
| Běh na 4 × 100 metrů         | 37,58              | Charles Silmon Michael Rodgers Mookie Salaam Justin Gatlin | 2013        |
| Zdroj na IAFF Diamond League |                    |                                                            |             |

### Ženy
| Disciplína                   | Výkon             | Atletka                                                                     | Rok rekordu |
| ---------------------------- | ----------------- | --------------------------------------------------------------------------- | ----------- |
| Běh na 100 metrů             | 10,62 (+0,4 m/s)  | Shelly-Ann Fraserová-Pryceová                                               | 2022        |
| Běh na 200 metrů             | 21,77             | Merlene Otteyová                                                            | 1993        |
| Běh na 400 metrů             | 48,97             | Shaunae Millerová-Uibová                                                    | 2018        |
| Běh na 800 metrů             | 1:54,60           | Caster Semenyaová                                                           | 2018        |
| Běh na 1000 metrů            | 2:29,15 Rekord DL | Faith Kipyegonová                                                           | 2020        |
| Běh na 1500 metrů            | 3:50,07           | Genzebe Dibabaová                                                           | 2015        |
| Běh na 1 míli                | 4:07,64 Rekord DL | Faith Kipyegonová                                                           | 2023        |
| Běh na 2000 metrů            | 5:19.70 Rekord DL | Jessica Hullová                                                             | 2024        |
| Běh na 5000 metrů            | 14:22,12          | Hellen Obiriová                                                             | 2020        |
| Běh na 100 metrů překážek    | 12,30 (+0.6 m/s)  | Nia Aliová                                                                  | 2023        |
| Běh na 400 metrů překážek    | 51,95             | Femke Bolová                                                                | 2025        |
| Běh na 3000 metrů překážek   | 8:44,32 Rekord DL | Beatrice Chepkoechová                                                       | 2018        |
| Skok do výšky                | 205 cm            | Marija Lasickeneová                                                         | 2017        |
| Skok o tyči                  | 504 cm            | Jelena Isinbajevová                                                         | 2008        |
| Skok daleký                  | 733 cm            | Heike Drechslerová                                                          | 1992        |
| Trojskok                     | 15,31 m           | Caterine Ibargüenová                                                        | 2014        |
| Vrh koulí                    | 20,60 m           | Natalja Lisovská                                                            | 1991        |
| Hod diskem                   | 69,30 m           | Larisa Korotkevičová                                                        | 1992        |
| Hod oštěpem                  | 69,45 m           | Barbora Špotáková                                                           | 2011        |
| Běh na 4 × 100 metrů         | 41,75             | English Gardnerová Octavious Freemanová Allyson Felixová Carmelita Jeterová | 2013        |
| Zdroj na IAFF Diamond League |                   |                                                                             |             |

## Ročníky
- Herculis 2010
- Herculis 2011
- Herculis 2012
- Herculis 2013
- Herculis 2014
- Herculis 2015
- Herculis 2016
- Herculis 2017
- Herculis 2018
- Herculis 2019
- Herculis 2020
- Herculis 2021
- Herculis 2022
- Herculis 2023